# بيتار ستويانوف (لاعب كرة قدم)
بيتار ستويانوف (بالبلغارية: Петър Стоянов)‏ هو لاعب كرة قدم بلغاري في مركز الوسط، ولد في 15 أغسطس 1985 في سليفن في بلغاريا. لعب مع أوليمبياكوس فولو واو في سي سليفن 2000 وسسكا صوفيا.

## وصلات خارجية
- بيتار ستويانوف (لاعب كرة قدم) على موقع قاعدة بيانات كرة القدم.إي يو (الإنجليزية)
- بيتار ستويانوف (لاعب كرة قدم) على موقع Soccerway.com (الإنجليزية)